# Frâncenii Boiului
Frâncenii Boiului – wieś w Rumunii, w okręgu Marmarosz, w gminie Boiu Mare. W 2011 roku liczyła 59 mieszkańców.